# Black Mirror
Black Mirror é uma série de televisão britânica de antologia e ficção científica criada por Charlie Brooker e centrada em temas obscuros e satíricos que examinam a sociedade moderna, particularmente a respeito das consequências imprevistas das novas tecnologias. Os episódios são trabalhos autônomos, que geralmente se passam em um presente alternativo ou em um futuro próximo. A série foi transmitida pela primeira vez na emissora Channel 4, no Reino Unido, em dezembro de 2011. Em setembro de 2015, a Netflix comprou a série, encomendando uma terceira temporada de 12 episódios, no entanto, os episódios encomendados foram divididos em duas temporadas de seis episódios; a quarta temporada foi lançada na Netflix em 29 de dezembro de 2017. Em 5 de março de 2018, a Netflix confirmou a quinta temporada da série, que foi lançada em 5 de junho de 2019. A sexta temporada saiu em 2023, e a sétima em 2025.
Sobre o conteúdo e a estrutura da série, Charlie Brooker disse que "cada episódio tem um elenco diferente, um cenário diferente, até mesmo uma realidade diferente, mas todos se tratam da forma que vivemos agora — e da forma que podemos estar vivendo daqui a 10 minutos se formos desastrados". A série recebeu aclamação da crítica e aumento de interesse internacionalmente (principalmente nos Estados Unidos), depois de ter sido adicionada à Netflix.

## Episódios
| Temporada | Temporada        | Episódios        | Episódios        | Originalmente lançado   | Originalmente lançado   | Originalmente lançado |
| Temporada | Temporada        | Episódios        | Episódios        | Estreia da temporada    | Final da temporada      | Emissora              |
| --------- | ---------------- | ---------------- | ---------------- | ----------------------- | ----------------------- | --------------------- |
|           | 1                | 3                | 3                | 4 de dezembro de 2011   | 18 de dezembro de 2011  | Channel 4             |
|           | 2                | 3                | 3                | 11 de fevereiro de 2013 | 25 de fevereiro de 2013 | Channel 4             |
|           | Especial         | Especial         | Especial         | 16 de dezembro de 2014  | 16 de dezembro de 2014  | Channel 4             |
|           | 3                | 6                | 6                | 21 de outubro de 2016   | 21 de outubro de 2016   | Netflix               |
|           | 4                | 6                | 6                | 29 de dezembro de 2017  | 29 de dezembro de 2017  | Netflix               |
|           | Filme interativo | Filme interativo | Filme interativo | 28 de dezembro de 2018  | 28 de dezembro de 2018  | Netflix               |
|           | 5                | 3                | 3                | 5 de junho de 2019      | 5 de junho de 2019      | Netflix               |
|           | 6                | 5                | 5                | 15 de junho de 2023     | 15 de junho de 2023     | Netflix               |
|           | 7                | 6                | 6                | 10 de abril de 2025     | 10 de abril de 2025     | Netflix               |

## Produção

### Desenvolvimento
Em 2013, Robert Downey Jr. optou pelo episódio "The Entire History of You" (escrito por Jesse Armstrong) em uma escolha de qual episódio seria transformado em um filme pela Warner Bros. e pela sua própria empresa de produção, Team Downey.
Em setembro de 2015, a Netflix encomendou uma terceira temporada de 12 episódios, que foi dividida em duas temporadas de seis episódios. O elenco da terceira temporada inclui Bryce Dallas Howard, Alice Eve, James Norton, Cherry Jones, Wyatt Russell, Alex Lawther, Jerome Flynn, Gugu Mbatha-Raw, Mackenzie Davis, Michael Kelly, Malachi Kirby, Kelly Macdonald e Faye Marsay. Os diretores da terceira temporada incluem Joe Wright, Jakob Verbruggen, James Hawes e Dan Trachtenberg. A terceira temporada foi lançada na Netflix em 21 de outubro de 2016. A emissora Channel 4 não exibiu a terceira temporada, pois a Netflix adquiriu os direitos autorais da série, gastando 40 milhões de dólares. Um trailer da terceira temporada foi lançado em outubro de 2016. Em outubro de 2016, foi anunciado que Jodie Foster dirigiria um episódio da quarta temporada, que teria a atriz Rosemarie DeWitt como protagonista.
Em outubro de 2016, Charlie Brooker revelou que tinha ideias de onde seriam as sequências dos episódios "White Bear" e "Be Right Back", mas era improvável que qualquer uma das sequências fosse feita. Ele também revelou que os atores foram chamados para voltar para a série, mas não estavam disponíveis, embora Hannah John-Kamen apareça no episódio "Playtest" depois de aparecer em um papel de coadjuvante no episódio "Fifteen Million Merits". Além disso, Charlie Brooker também afirmou que havia alguns personagens no episódio "Hated in the Nation", da terceira temporada, que poderiam potencialmente aparecer novamente.
Em relação a quarta temporada, que foi lançada em 29 de dezembro de 2017, Charlie Brooker divulgou alguns detalhes para a imprensa. Foi revelado que Jodie Foster dirigiria um episódio que tem como tema a relação entre mãe e filha; um episódio seria filmado na Islândia; e outro episódio será incrivelmente cômico. Ele também disse que os episódios desta temporada teriam mais variedade em relação aos episódios das temporadas anteriores. Charlie Brooker expressou relutância em fazer uma sequência para o episódio "San Junipero", que foi bastante aclamado pela crítica.

### Conceito e estilo
As duas primeiras temporadas da série foram produzidas pela Zeppotron, para a Endemol. Um comunicado de imprensa da Endemol descreveu a série como "um híbrido de The Twilight Zone e Tales of the Unexpected que toca em nosso desconforto contemporâneo em relação ao nosso mundo moderno", com as histórias tendo uma sensação de "paranóia-tecnológica". A emissora Channel 4 descreve o primeiro episódio como "uma parábola retorcida pela era do Twitter".
De acordo com Charlie Brooker (ao conversar com a revista SFX), a equipe de produção considerou dar um tema ou um apresentador de ligação para a série, mas acabou sendo decidido que seria melhor não fazer isto: "Houve discussões. Nós colocamos todas na mesma rua? Temos alguns personagens que aparecem em cada episódio, um pouco no estilo Three Colours: Blue/White/Red? Nós pensamos em ter um personagem que apresenta os outros, no estilo Tales from the Crypt, ou tipo Rod Serling ou Alfred Hitchcock ou Roald Dahl, porque a maioria das séries antológicas tem isso... mas quanto mais pensávamos nisso, mais achávamos que era um pouco estranho".

### Abertura
Charlie Brooker explicou a abertura da série para o jornal The Guardian: "Se tecnologia é uma droga — e parece ser uma droga — então quais são, precisamente, os efeitos colaterais?" Esta área — entre prazer e desconforto — é onde Black Mirror, minha nova série dramática, se passa. O "espelho negro" da abertura é o espelho que você encontrará em cada parede, em cada mesa, na palma de cada mão: a tela fria e brilhante de uma TV, de um monitor, de um smartphone".

## Recepção

### Resposta da crítica
A primeira temporada foi aclamada como inovadora e chocante, e com reviravoltas na narrativa que faziam lembrar de The Twilight Zone. Michael Hogan, do jornal The Daily Telegraph, descreveu o primeiro episódio, "The National Anthem", como "um estudo chocante, mas corajoso, bizarro e cômico da mídia moderna". Ele continuou dizendo que "Esta foi uma ideia demente e brilhante. A sátira era tão audaciosa que me deixou de boca aberta e gritando. Quase igual àquele pobre porco". A série foi exibida em grande parte do mundo, incluindo na Austrália, em Israel, na Suécia, na Espanha, na Polônia, na Hungria e na China. A série ficou popular e foi bem recebida na China, se tornando uma das séries mais discutidas no início de 2012. As avaliações de usuários no site Douban alcançaram 9.3, uma pontuação maior do que os dramas americanos mais populares. Muitos telespectadores e críticos elogiaram a profundidade da série. Um repórter do jornal The Beijing News acreditou que a série era "um apocalipse do mundo moderno", "desesperado, mas profundo". Outro artigo do mesmo jornal dizia que cada história criticava a televisão através de diferentes aspectos.
Na segunda temporada, Black Mirror continuou recebendo aclamação. Em sua crítica do episódio "Be Right Back", Sameer Rahim, do The Telegraph, escreveu: "A série tocou em ideias importantes — a falsa maneira que nós, às vezes, nos apresentamos online, e nosso crescente vício em vidas virtuais — mas também foi uma exploração tocante do sofrimento. Para mim, esta é a melhor coisa que Charlie Brooker já fez". Jane Simon, do jornal The Daily Mirror, disse que o segundo episódio da segunda temporada, "White Bear", não teve o "puxão emocional instantâneo" do primeiro episódio da temporada, "Be Right Back". Ela continuou dizendo que, depois de um terço da duração do segundo episódio, já tinha perdido as esperanças de que ele terminaria bem: "[...] a atuação foi inacreditável, o roteiro estava cheio de clichês de filmes de terror, a violência foi um pouco demais [...]", mas, que no final, "acabei estando absolutamente errada sobre cada aspecto". Ela terminou a crítica dizendo: "É outro trabalho de gênio com reviravoltas e obscuridade do Sr. Brooker". Várias notícias, incluindo uma de Chris Cillizza, repórter político do jornal The Washington Post, compararam a campanha política de Donald Trump, em 2016, com a campanha política de "The Waldo Moment", um episódio da segunda temporada; mais tarde, em setembro de 2016, o escritor do episódio, Charlie Brooker, também comparou a campanha política de Donald Trump com a campanha do episódio, e previu que Trump ganharia as eleições de 2016. A segunda temporada ficou popular na China. Wen Bai, do jornal chinês Information Times, acreditou que a segunda temporada ainda era "muito bem feita" e "quase perfeita".
Em dezembro de 2014, Stephen King percebeu sua admiração pela série. O especial de Natal da série naquele ano, "White Christmas" recebeu elogios da crítica. Ben Beaumont-Thomas, do jornal The Guardian, elogiou a sátira cômica do episódio e observou que "o sentimentalismo é compensado pela malícia do humor, e pelo papel e imaginação de Brooker em qualquer lacuna na lógica". O crítico do jornal The Daily Telegraph, Mark Monahan, deu um total de 4/5 estrelas para o episódio, dizendo que o drama foi uma "coisa emocionante: entretenimento escapista com uma picada muito real em sua cauda". Mark Monahan comparou o episódio com o mais forte dos episódios anteriores de Black Mirror, afirmando que "exagerou da tecnologia atual e das obsessões de efeitos sutis, mas infernais, um lembrete de pesadelo-antes-do-Natal de que reverenciar nossos aparelhos digitais é se tornar o escravo patético deles".
A terceira temporada recebeu críticas positivas dos críticos. No site Metacritic, a temporada tem uma classificação de 82 de 100, baseado em 23 avaliações.

### Prêmios e indicações
Em novembro de 2012, Black Mirror ganhou o prêmio de Melhor Filme/Minissérie da TV no International Emmy Awards. O International Emmy Awards é para séries de televisão "produzidas e exibidas inicialmente fora dos Estados Unidos". Depois que as duas primeiras temporadas foram exibidas nos Estados Unidos, o jornal The A.V. Club colocou a série em sua lista de Melhores de 2013 (junto com Borgen, The Fall, Moone Boy e Please Like Me). A atriz Bryce Dallas Howard recebeu uma indicação no Screen Actors Guild Award por sua atuação no episódio "Nosedive".

## Literatura
Em junho de 2017, Charlie Brooker anunciou uma série de livros baseados em Black Mirror, que apresentarão "histórias novas, originais e obscuramente satíricas, que atingem nosso desconforto coletivo em relação ao mundo moderno". O primeiro livro foi lançado em 1 de novembro de 2018 no Reino Unido e em 20 de novembro de 2018 nos Estados Unidos, e conta com curtas histórias antológicas, escritas por diferentes autores.